# Веребьинский мост
Веребьинский мост — мост через Веребьинский овраг и реку Веребья вблизи станции Веребье на Николаевской железной дороге (Санкт-Петербург — Москва). На момент открытия — самый высокий и длинный железнодорожный мост в России. Первый мост был построен по проекту Д. И. Журавского в 1851 году и эксплуатировался до 1881 года. Имел 9 пролётов, построен из дерева, с железными стяжками. Новый мост был открыт для движения в 2001 году.

## История

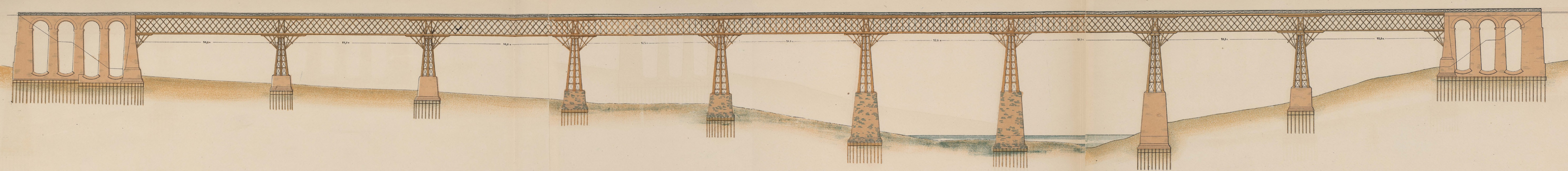
Чертёж первого моста

На построенной в 1851 году Петербург-Московской железной дороге максимальные уклоны в сторону Москвы составляли 5 ‰, лишь в одном месте трассы уклон превышал это значение. Из-за особенности рельефа местности на участке от Мстинского моста в направлении Москвы был устроен подъём длиной 15,5 км с уклоном в 7,8 ‰. Часть этого подъёма проходила через образованный речкой Веребьей глубокий овраг. Через овраг было решено строить мост, ввиду его меньшей стоимости по сравнению с насыпью.
Мост был построен по проекту Д. И. Журавского и имел 9 пролётов с деревянными фермами длиной 49,7 м, покоящихся на 8 деревянных опорах с каменным основанием и 7 каменных береговых арок по 6,4 м. Высота от воды до уровня железнодорожного пути — 50 м.
12 февраля 1852 года произошла катастрофа. Со станции Веребье самопроизвольно под уклон двинулось несколько товарных вагонов и столкнулись со встречным составом, погибло 5 человек. После того, как на близком по конструкции к Веребьинскому, Мстинском мосту 27 октября 1869 года произошёл пожар, прервавший движение на 4 месяца, техническая инспекторская комиссия в октябре 1874 года признала мост и «Веребьинский подъём» «крайне стеснительным для эксплуатации дороги».
В конце 1850-х гг. рост грузоперевозок привёл к росту веса поездов, и товарные паровозы пришлось сдваивать, а позднее ввести первые в Европе паровозы типа 0-4-0.
С 1868 года на железной дороге началась замена деревянных мостов металлическими. Вместо перестройки Веребьинского моста было решено построить обходной путь, чтобы уменьшить крутизну подъёма. На пересечении с Веребьей, на трассе обхода была сооружена земляная дамба высотой до 43 м с каменной трубой, отверстием 6 м для пропуска воды реки, уклон пути уменьшался до 6 ‰. 14 сентября 1881 года открылся «Обход Веребьинского подъёма», а Веребьинский мост был заброшен. Тогда же возникли железнодорожные станции (остановочные пункты) Веребье и Оксочи. Так на изображении прямолинейного пути Петербург — Москва на карте появилась дуга, вызвавшая появление байки о том, что якобы император Николай I, прочертив на карте линию будущей Петербург-Московской железной дороги, наткнулся на приложенный к линейке палец и на прямой линии получился изгиб, построенный затем строителями на местности.
В конце 1990-х годов было принято решение о спрямлении участка железной дороги, что позволило бы сократить путь на 5 км и избежать снижения скорости поездов. Строительство нового моста началось 15 февраля 2001 года, генподрядчиком выступила «Балтийская строительная компания», причём работы велись круглосуточно. Новый мост общей длиной 536 м (длина пролёта 55 м) и высотой 53 м был открыт для движения 26 октября того же года. Бывший обходной участок железной дороги длиной 17 км и находившиеся на нём станции Оксочи и Веребье были демонтированы к 2008 году, но на трассе бывшего полотна частично сохранились бывшие опоры контактной сети и протянутые на них кабельные линии.

## Галерея

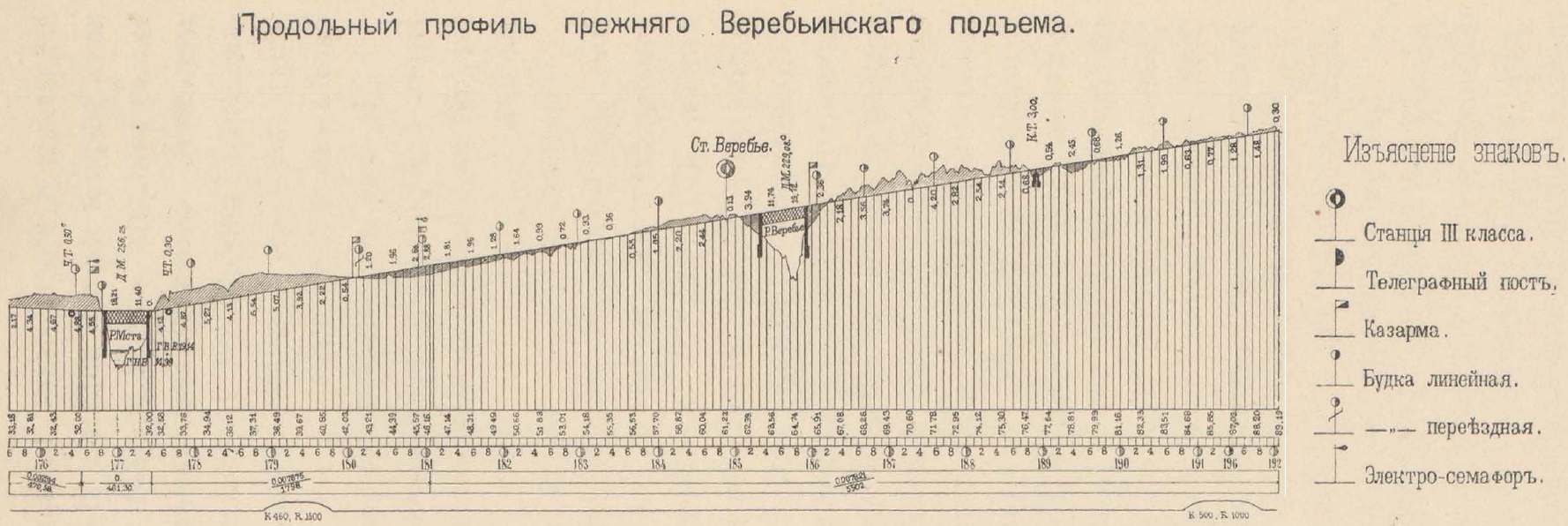
Профиль пути на 1851 год
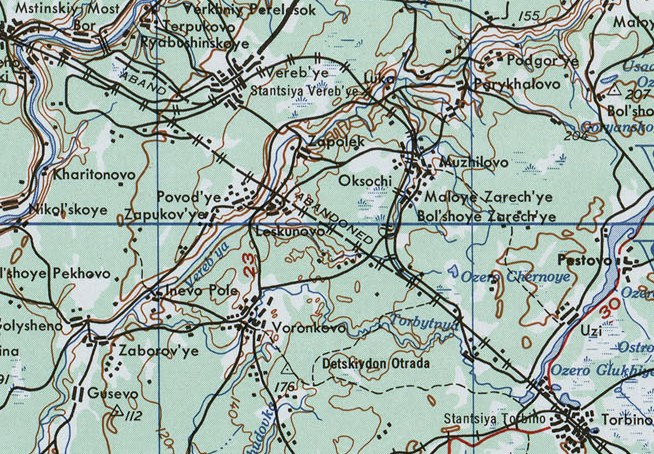
Трасса Веребьинского обхода и прямого пути на карте 1:250 000, по состоянию на 1941 год
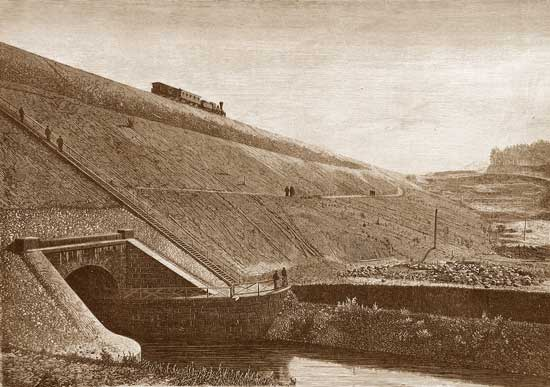
Насыпь через реку Веребья на трассе обхода
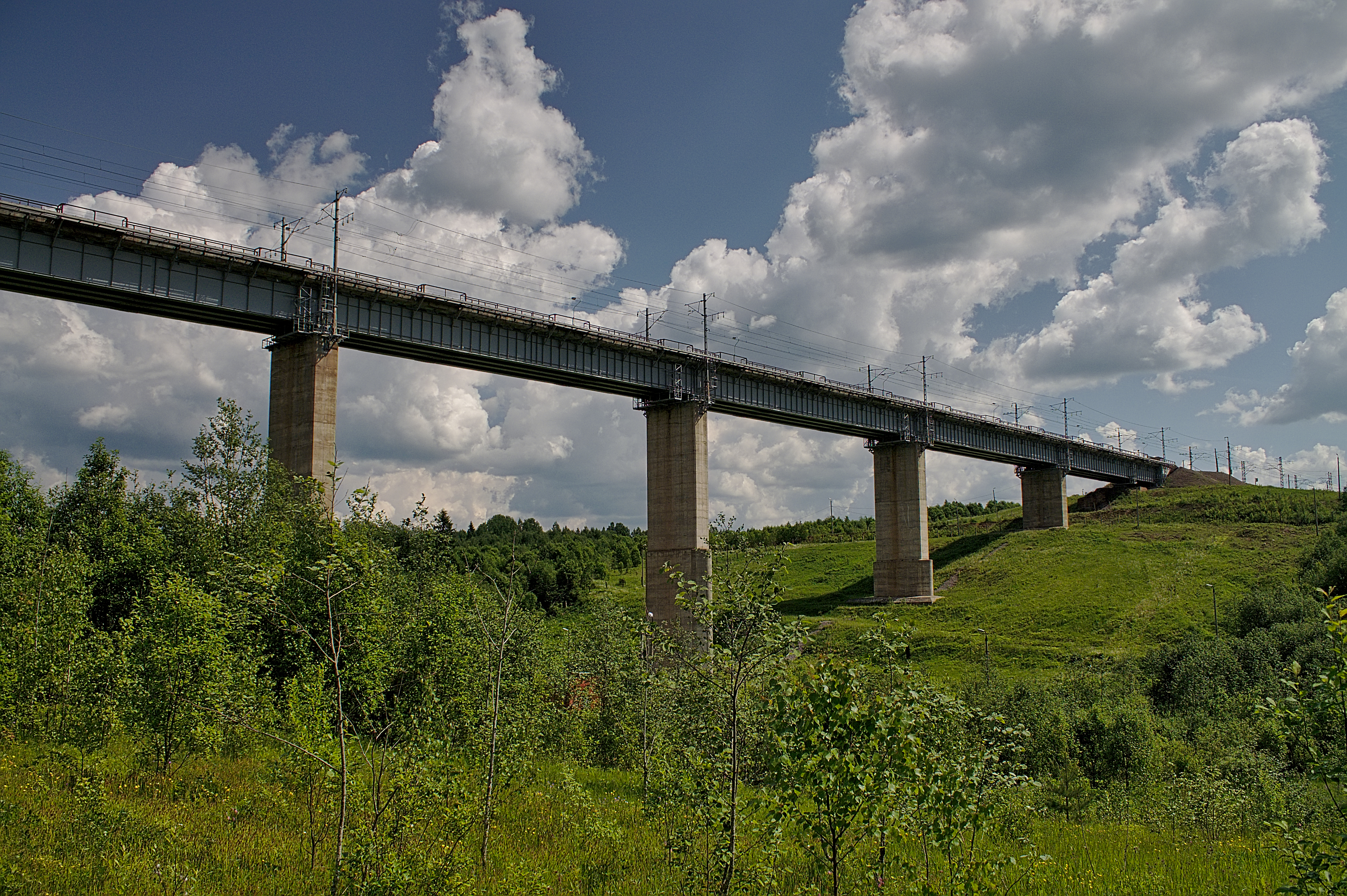
Новый Веребьинский мост, 2013 год
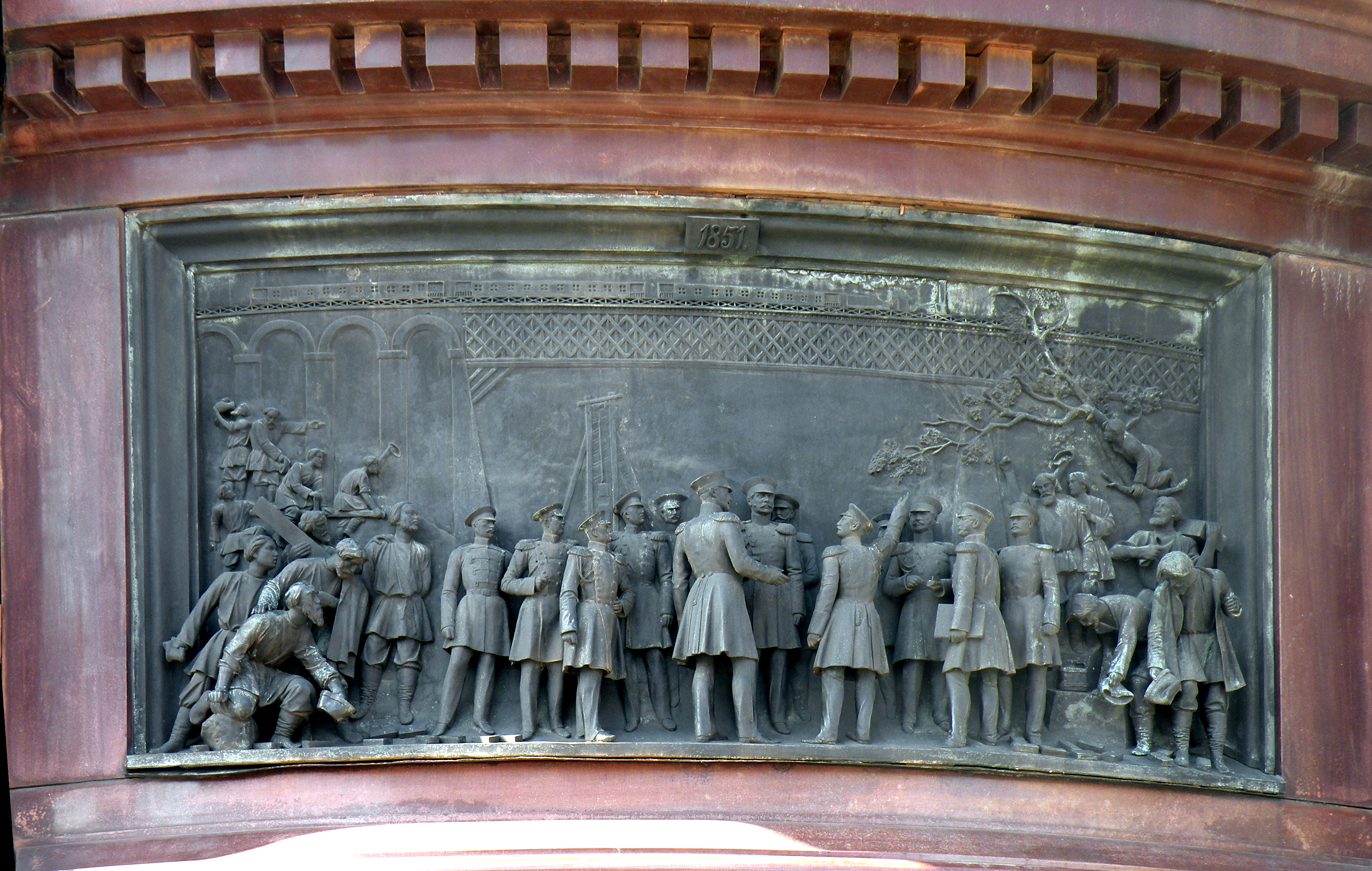
Николай I у Веребьинского моста. Горельеф на постаменте памятника императору в Санкт-Петербурге